# Джаганнатхпур (упазіла)
Джаганна́тхпур (бенг. জগন্নাথপুর, англ. Jagannathpur) — одна з 10 упазіл зіли Сунамгандж регіону Сілхет Бангладеш, розташована на південному сході зіли.
Населення — 225 265 осіб (2008; 188 139 в 1991).

## Адміністративний поділ
До складу упазіли входять 9 вардів:
| Зіла                    | Площа, км² | Населення, осіб (2008) |
| ----------------------- | ---------- | ---------------------- |
| Ашарканді               | -          | 23242                  |
| Джаганнатхпур-Паурашава | -          | 34908                  |
| Калкаліа                | -          | 27293                  |
| Мірпур                  | -          | 20354                  |
| Паїлгаон                | -          | 26513                  |
| Паталі                  | -          | 18025                  |
| Ранігандж               | -          | 32697                  |
| Саїдпур                 | -          | 19747                  |
| Халдіпур                | -          | 22486                  |